# Kowala (Pińczów)
Pour les articles homonymes, voir Kowala.
Kowala est une localité polonaise de la gmina et du powiat de Pińczów en voïvodie de Sainte-Croix.